# Huawei Y5
Huawei Y5 (також відомий як Huawei Y560) — смартфон компанії Huawei; належить до серії «Y». Був представлений в червні 2015 року.

## Дизайн
Екран виконаний зі скла. Корпус виконаний з пластику.
Знизу знаходиться мікрофон. Зверху розташовані роз'єми 3.5 мм аудіо та microUSB. З правого боку розміщені кнопки регулювання гучності та кнопка блокування смартфона. Динамік та другий мікрофон знаходяться на задній панелі, яку можна зняти. Слоти під 1 або 2 SIM-картки (залежно від версії) та карту пам'яті формату microSD до 32 ГБ знаходяться під корпусом.
Смартфон продавався в 4 кольорах: чорному, білому, рожевому та блакитному.

## Технічні характеристики

### Платформа
Смартфон отримав 4-ядерний процесор Qualcomm Snapdragon 210 з тактовою частотою 1.1 ГГц та графічним процесором Adreno 304.

### Батарея
Смартфон отримав батарею об'ємом 2000 мА·год. Також є можливість її заміни.

### Камера
Смартфон отримав основну камеру 5 Мп з автофокусом та здатністю запису відео з роздільною здатністю 720p@30fps. Фронтальна камера отримала роздільність 2 Мп.

### Екран
Екран IPS LCD, 4.5", 854 × 480 зі співвідношенням сторін 16:9 та щільністю пікселів 218 ppi.

### Пам'ять
Смартфон продавався в комплектації 1/8 ГБ.

### Програмне забезпечення
Huawei Y5 працює на EMUI Lite 3.1 на базі Android 5.1.1 Lollipop.